# Комната с завтраком
«Комната с завтраком» (англ. Bed & Breakfast) — фильм режиссёра Роберта Миллера.

## Сюжет
Живут три женщины разных поколений под одной крышей. Бабушка, мама, юная дочь. Живут тихо, спокойно, в красивом доме на берегу моря. Замечательная идея: сделать из дома гостиницу. Если бы только была мужская рука, чтобы починить всё, что ломается из-за ветхости. И тут на берегу они находят представителя мужского пола — Адама. И на семейном совете бабушка решает, что Адам остаётся…

## В ролях
- Роджер Мур — Адам
- Талия Шайр — Клэр
- Коллин Дьюхерст — Рут
- Нина Семашко — Кэсси
- Форд Рейни — Амос
- Стивен Рут — Рэндольф
- Джэми Уолтерс — Митч
- Камерон Арнетт — Хилтон
- Брайант Брэдшоу — Джулиус
- Виктор Слезак — Алекс Какстон

## Дополнительные факты
- «He was the love of their lives until his secret life came looking for him»